# Weapons (canción)
«Weapons» —en español: «Armas»— es una canción de la cantante estadounidense Ava Max. Fue lanzada el 10 de noviembre de 2022 a través de Atlantic Records como el tercer sencillo de su segundo álbum de estudio Diamonds & Dancefloors (2023). La canción fue escrita por Max, Cirkut, Madison Love, Melanie Fontana, Ryan Tedder y Lindgren, y producida por este último.

## Lanzamiento y composición
El 28 de octubre de 2022, Max publicó un video a través de TikTok mencionando que el título de la canción que lanzaría pronto empieza con una W o una S. Al siguiente día, confirmó que era «Weapons», la quinta pista de Diamonds & Dancefloors, y reveló su fecha de lanzamiento. La canción fue lanzada el 10 de noviembre para descarga digital y streaming como el tercer sencillo de Diamonds & Dancefloors. El 22 de diciembre, Max publicó en sus redes sociales un adelanto del visualizador de la canción. El visualizador completo fue subido en la cuenta de Facebook de Max el 28 de febrero de 2023 y en el canal de YouTube de Max el 3 de marzo.
«Weapons» es una canción de disco-pop y europop que contiene letras que tratan sobre reconocer la propia falibilidad y vulnerabilidad y, por lo tanto, volverse fuerte e «invencible». Fue escrita por Max, Cirkut, Madison Love, Melanie Fontana, Ryan Tedder y Lindgren, y producida por este último.

## Créditos y personal
Créditos adaptados de Tidal.
- Amanda Ava Koci – voz, composición
- Michael Schulz – composición, producción
- Henry Walter – composición, coproducción
- Madison Love – composición
- Melanie Fontana – composición
- Tom Norris – mezcla
- Chris Gehringer – masterización

## Posicionamiento en listas
| Listas (2022–2023)            | Mejor posición |
| ----------------------------- | -------------- |
| Bélgica (Ultratop 50 Flandes) | 32             |
| Bélgica (Ultratop 50 Valonia) | 10             |
| Croacia (HRT)                 | 33             |
| Francia (Classement Radio)    | 55             |
| Hungría (Rádiós Top 40)       | 29             |
| Nueva Zelanda (Hot Singles)   | 34             |
| Países Bajos (Airplay Top 40) | 33             |
| Países Bajos (Tipparade)      | 1              |
| Suecia (Sverigetopplistan)    | 54             |
| Suiza (Schweizer Hitparade)   | 95             |

## Historial de lanzamiento
| Región | Fecha                   | Formato(s)                 | Discográfica     | Ref.   |
| ------ | ----------------------- | -------------------------- | ---------------- | ------ |
| Varios | 10 de noviembre de 2022 | Descarga digital streaming | Atlantic Records | [ 19 ] |